# 다국적 기업의 윤리와 준법 프로그램
다국적 기업의 준법과 윤리 프로그램은 기업이 해외로 진출하여 이윤을 추구하는 과정에서 일어난 비윤리적 문제들을 해결하기 위해 사업 추진 과정에서 기업이 자발적으로 법규준수/ 준법감시/ 내부통제 등과 관련된 법규를 준수하도록 하기 위한 일련의 시스템을 이르는 말. 수동적 윤리체계의 한계를 뛰어넘기 위해 전략적, 문화적 접근을 통해 조직의 준법과 윤리를 체계화한 것을 말하며, 준법과 윤리 프로그램의 개념은 자금세탁을 예방하고 적발하기 위한 목적에서 금융 부문에서 발전된 것이나 오늘날에는 공정거래, 환경 등 다양한 영역으로 확대되고 있다.

## 등장배경
1. 이익 획득을 위한 장소와 기회만 있으면 어디든지 진출할 수 있는 다국적 기업의 특성을 이용하여 특정 국가의 사회적 통제를 피하거나, 각 국가간의 유치 경쟁력을 부추김
2. [1]기업이 윤리적으로 사회적 책임이행을 못할 때 기업은 위기에 처하게 되므로 21세기 글로벌 개방체제하에서 기업이 운영되기 위해서는 외부로부터 에너지를 공급받아야 하기 때문에 더 많은 것을 받아들이기 위해서  기업이 사회에 경제적‧ 사회적 공헌을 하지 않으면 생산성을 유지할 수 없고 계속기업으로 존속할 수 없게 됨
3. 이윤을 추구하는 과정에서 일어난 사회적 부작용으로 인해 기업활동에 윤리성이 문제가 되는 경우가 많아졌고, 준법과 윤리의 필요성이 대두됨

## 특징
1. 다국적기업은 그 기업의 의사결정이 다른 나라 사람과 다른 문화에 큰 영향을 미치게 되므로 의사결정시 기업의 단기적 이익극대화나 손해의 최소화를 넘어서 지역사회와 자연환경에 미치는 피해를 최소화 또는 제거하는 방향으로 결정함
2. 세계화시대에 성공하기 위해 기업의 기본목표와 일상활동에 토탈 윤리의 개념을 포함시킴
3. 윤리적 행동강령을 기준으로 영업활동에서 직원들이 이를 집행하고, 기업은 선행자를 표창하고, 비행자를 처벌하며, 윤리평가를 통해서 문제점을 파악하면서 경영을 개선함

## 준법지원인제도
1. 준법지원인제도는 기업 내부의 의사결정 및 업무집행과 관련하여 법률전문가가 상시적으로 법적 위험을 진단 및 관리하여 분쟁을 사전에 예방함으로써 기업의 국제경쟁력을 강화하고 윤리경영을 실천하는 기업으로서 그 이미지를 높이기 위한 제도이다. 회사가 기업 내부의 의사결정 및 업무집행에 대한 내부통제시스템을 마련하고, 법률전문가가 상시적으로 법적 위험을 진단 및 관리하여 기업경영에 따른 각종 분쟁의 소지를 사전에 예방하도록 하는 제도이며 법의 지배의 확립 및 확산을 위하여 법조인력을 효율적으로 운영하는 것이다. 현재 대부분의 다국적 기업들은 내부통제 프로그램을 도입하고, 변호사 등 법률전문가를 준법지원인(compliance officer)으로 임명하고 있으며 미국, EU 등에서는 내부통제 프로그램을 운영하고 있는 경우 법 위반시 양형에 참작하는 등 준법지원인제도의 도입을 적극 뒷받침하고 있다.

## 공정거래위원회의 자율준수프로그램 (CP, Compliance Program)
1. 준법경영을 위한 공정거래 자율준수프로그램. 시장경제의 근본규범인 경쟁질서를 유지하기 위한 방법에는 두 가지가 있다. 하나는 공정거래위원회가 법 위반 기업을 강력하게 처벌하는 방법이고, 다른 하나는 기업들 스스로 경쟁법을 지키자는 인식을 갖도록 하는 방법이다. 조사와 제재를 통해 경쟁질서를 유지하는 방법은 체계적이고 예측가능한 법규범과 이를 집행할 수 있는 경쟁당국의 역량만 확보된다면 경쟁질서 확립에 매우 효과적일 것이다. 그러나 모범적인 운전자들이 교통신호를 습관적으로 잘 지키듯이 경쟁질서를 자연스럽게 지키는 후자의 방법이 정부나 기업 측면에서 볼 때 보다 효과적이고 바람직한 방법이다. 이러한 차원에서 경쟁당국이 경쟁주창활동의 일환으로 기업들의 자율적인 경쟁질서 준수 노력을 적극적으로 지원하는 제도가 바로 공정거래 자율준수프로그램(CP, Compliance Program)이다.